# Lúcia Petterle
Lúcia Tavares Petterle (Rio de Janeiro, 31 de outubro de 1949) é uma médica e rainha da beleza brasileira vencedora do Miss Mundo 1971, evento realizado em Londres, Inglaterra.
Ela é a única brasileira a ter vencido este certame.

## Biografia
Filha de militar nascida no Rio de Janeiro, mais especificamente no Leme, que passou a adolescência na cidade de Santiago, no Rio Grande do Sul, onde o pai serviu, de volta o Rio Lúcia começou a participar de concursos de beleza por brincadeira, ao mesmo tempo em que estudava medicina na Universidade Gama Filho.
Seus passatempos eram a praia, a leitura e coleções de selos e de caixas de fósforos, segundo a revista Intervalo 2000.
Sua participação nos concursos de beleza acabou com o seu namoro. Para a Intervalo ela disse que seu namorado foi contra desde que ela resolveu participar do Miss Guanabara: "Acho que ele se conformou com a ideia de que eu não chegaria às finais. Quando as coisas começaram a acontecer, entretanto, ele ficou muito zangado comigo, mas não conseguiu fazer  om que eu desistisse."

## Participação em concursos de beleza

### Miss Brasil
Foi eleita Miss Tijuca Tênis Clube - a última a se inscrever e por pressão dos amigos  - pelo qual disputou e venceu o Miss Estado da Guanabara. Representou o extinto estado no concurso de Miss Brasil e ficou em segundo lugar, conseguindo com isso o direito de disputar o Miss Mundo. 
Na época, teria declarado que resolveu participar do Miss Guanabara para tentar ganhar o prêmio principal, um carro.

### Miss Mundo
Dias antes da final, ao participar de um jantar, segundo jornal Correio da Manhã, "enquanto as representantes dos demais países entregavam presentes como bonecas, Lúcia despertava a atenção de todos ofertando pedras preciosas brasileiras, inclusive uma esmeralda, um topázio e uma água-marinha, além de fazer grande propaganda do Brasil através de catálogos que destacavam as maravilhas do Rio, de Salvador, Brasília, Cabo Frio e Ouro Preto. Um dos que se Interessaram pelos catálogos foi Lord Mountbatten, tio do Príncipe Phlllip (marido da Rainha Elizabeth)."
Em Londres, na final, derrotou 55 candidatas dos cinco continentes, numa das mais turbulentas edições deste concurso, devido aos protestos feministas ocorridos do lado de fora do Royal Albert Hall, local do evento. Manifestantes gritavam ser aquele o "mais degradante show da Terra" e entravam em confronto com a polícia. Enquanto as misses desfilavam dentro do teatro, militantes de grupos feministas radicais como o Women’s Lib, Gay Liberation Front e Young Liberals, gritavam do lado de fora "Libertem nossas irmãs!" e ativistas negros protestavam pelo fato de nunca ter havido no concurso negras representando a Inglaterra ou os Estados Unidos.
A vitória de Lucia foi uma completa surpresa para as casas de apostas, que previam uma vitória fácil da Miss Inglaterra ou da Miss Estados Unidos. Após vencer, ela disse: "Eu só posso dizer que não esperava aquilo. No dia do concurso, fiquei sabendo que estava cotada nas apostas numa proporção muito baixa. Minha esperança era remota, mas devo confessar que acreditava muito em mim mesma". Ela também falou sobre as expectativas de seu reinado: "Quero viajar e visitar o maior número de países e falar de uma coisa só: o Brasil. O mundo deve conhecer tudo a respeito de meu país."
Com vitória ela recebeu um prêmio de 2.500 libras (na época o equivalente a 33.120 cruzeiros), valor que chegaria a cerca de 20 mil libras durante seu reinado devido aos compromissos que atenderia.  

#### Controvérsia durante o reinado
Em dezembro do mesmo ano, Lúcia teve problemas contratuais com a organização do evento, em virtude de recusar-se a passar as festas de fim de ano ao lado dos soldados norte-americanos no Vietnã, num show que seria animado pelo comediante Bob Hope. Por causa disso, foi proibida de usar o título de Miss Mundo.

## Vida posterior
Após seu ano de reinado, ela voltou a estudar Medicina, especializando-se em Neurologia infantil na França e vindo a exercer trabalho filantrópico no Rio de Janeiro. Hoje é médica pediatra com consultório próprio no Rio de Janeiro.